# Cabaré do Barata
Cabaré do Barata foi um programa exibido na Rede Manchete que era apresentado por Agildo Ribeiro em que ele contracenava com fantoches de políticos como Fernando Collor de Mello, Leonel Brizola, Luiz Inácio Lula da Silva, e outros fantoches oriundos do programa Agildo no País das Maravilhas, era exibido às quartas feiras as 22:30.
Seu tema de Abertura era a música "Por Debaixo dos Panos" cantada por Ney Matogrosso.